# Карта Померанского герцогства

Карта Померанского герцогства

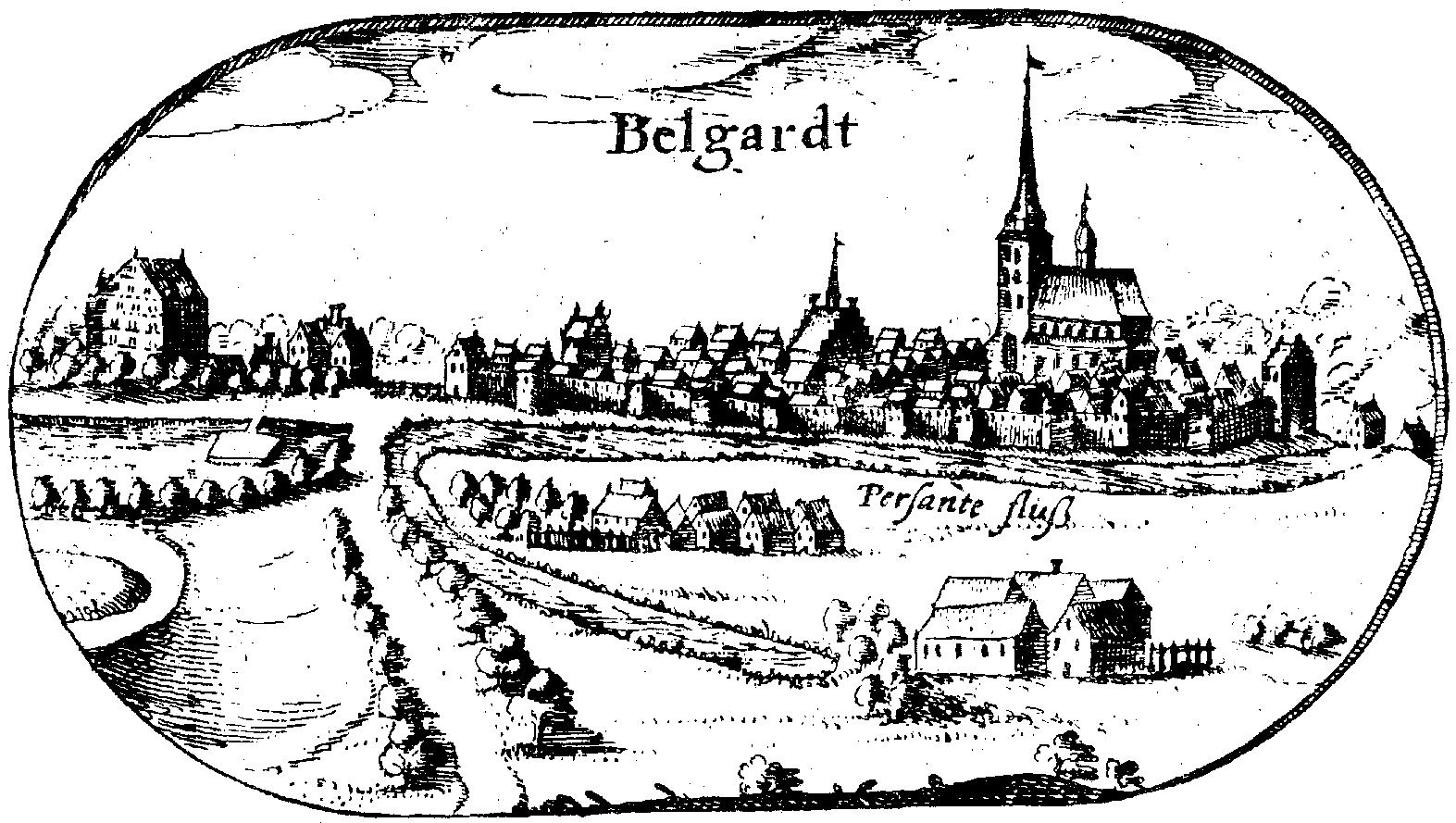
Панорама Бельгардта

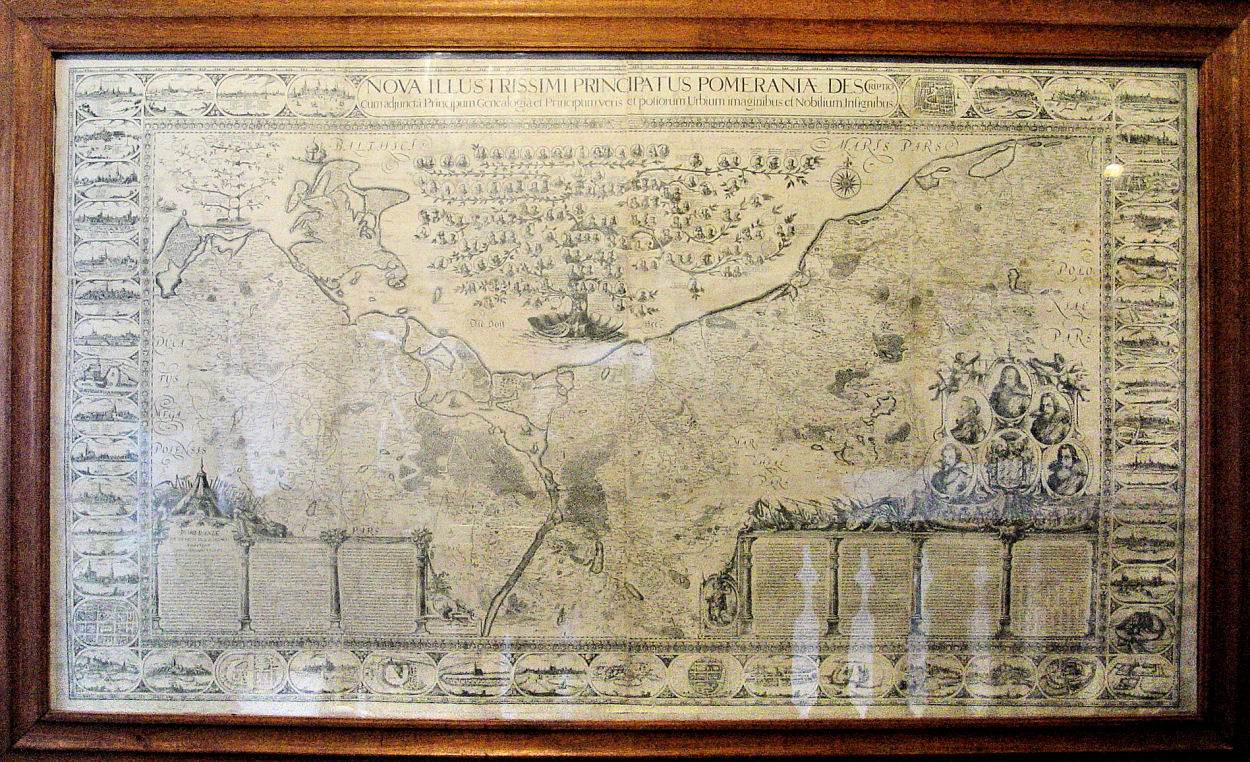
Карта из собрания Музея Центрального Поморья, Замок померанских герцогов, Слупск, Польша

Карта Померанского герцогства (нем. Lubinsche Karte, Große Lubinsche Karte) — географическая карта Западной Померании с родословием померанских герцогов и описанием городов, созданная немецким картографом Эйльхардом Любином.

## История
Карту Померании заказал поморский герцог Филипп II. Карту создавал немецкий картограф Эйльхард Любин с 1610 года и впервые она была выпущена в 20 — 30 экземплярах в 1618 году под латинским названием NOVA ILLUSTRISSIMI PRINCIPATUS POMERANIÆ DESCRIPTIO cum adjunctà Principum Genealogià et Principum veris et potiorum Urbium imaginibus et Nobilium insignibus.
Двенадцать печатных гравюрных форм изготовил голландский гравёр Николас Гейлькеркюс из Амстердама. Считается, что первое издание карты печаталось в Амстердаме на бумаге, доставленной из Западной Померании.
Карта была создана в масштабе 1:235000 и размером 2,21 x 1,25 метра. Второе неизменённое издание карты вышло в Гамбурге тиражом в нескольких десятках экземпляров в 1758 году.
Считается, что до настоящего времени сохранилось около 50 экземпляров карты первого и второго издания.

## Описание
В родословной померанских герцогов размещены портреты герцогов.
Карта обрамлена изображениями крупнейших в то время городов Западной Померании, которые сделаны в виде панорамных видов немецким художником из Штеттина Иоганном Вольфартом. На карте изображены панорамы следующих городов (начиная с верхнего левого угла по часовой стрелке):

Альтентрептов, Вольгаст, Грайфсвальд, Штральзунд, Альтен Штеттин (сегодня — Щецин), Штаггардт (сегодня — Старгард-Щециньски), Кольберг (сегодня — Колобжег), Штольпе (сегодня — Слупск), Лауенбург (сегодня — Лемборк), Бутов (сегодня — Бытув), Невен Штеттин (сегодня — Щецинек), Кёслин (сегодня — Кошалин), Бельгардт (сегодня — Бялогард), Трептов (сегодня — Тшебятув), Пиритц (сегодня — Пыжице), Голнов (сегодня — Голенюв), Волин-одер-Юлина (сегодня — Волин), Каммин (сегодня — Камень-Поморский), Гриффенберге (сегодня — Грыфице), Ругенвальде (сегодня — Дарлово), Шациг (сегодня — Шадзко), Фридрихсвальде, Кольбатц (сегодня — Колбач), Кёрлин (сегодня — Карлино), Бублитц (сегодня — Боболице), Якобсхаген (сегодня — Добжаны), Захан (сегодня — Сухань), Дам (сегодня — оседле Щецина Домбе), Мариен-флюс (сегодня — Марианово), Гарц, Леба, Цанов (сегодня — Сянув), Шлаге (сегодня — Славно), Банен (сегодня — Бане), Рихтенберг, Дамгартен (сегодня — Рибниц-Дамгартен), Грайфенхаген (сегодня — Грыфино), Иккермюнде, Пазевальк, Узедом, Гриммен, Гюцков, Францбург, Лёц, Деммин, Трибзес, Анклам, Барт, Берген-на-Рюгене.

## Источник
- Gottfried von Bülow: Zusatz zu Bd. XIX. In: Allgemeine Deutsche Biographie (ADB). Band 21, Duncker & Humblot, Leipzig 1885, S. 796.
- Krause: Zusatz zu Bd. XIX. In: Allgemeine Deutsche Biographie (ADB). Band 20, Duncker & Humblot, Leipzig 1884, S. 747 f.
- Dorota Szymczak, Robert Kupisinski: Editionen der Großen Pommern-Karte von Eilhardus Lubinus. In: Pommern. Zeitschrift für Kultur und Geschichte. Heft 3/2010, ISSN 0032-4167, S. 19-22.